# Gånarp
Gånarp is een plaats in de gemeente Ängelholm in het Zweedse landschap Skåne en de provincie Skåne län. De plaats heeft 113 inwoners (2005) en een oppervlakte van 29 hectare. Gånarp wordt omringd door zowel landbouwgrond (voornamelijk akkers) als bos. De bebouwing in de plaats bestaat voornamelijk uit vrijstaande huizen en wat boerderijen. De stad Ängelholm ligt zo'n zeven kilometer ten zuidwesten van het dorp.